# Chirolophis wui
Chirolophis wui is een straalvinnige vissensoort uit de familie van stekelruggen (Stichaeidae). De wetenschappelijke naam van de soort is voor het eerst geldig gepubliceerd in 1935 door Wang & Wang.